# Dana White
Dana Frederick White, Jr. (Manchester, Connecticut, 28 de julio de 1969) es un empresario estadounidense y actual presidente de la Ultimate Fighting Championship (UFC), una empresa de artes marciales mixtas con sede en Nevada, Estados Unidos que opera a nivel mundial.

## Biografía
White nació en Manchester, Connecticut, y creció en Las Vegas (Nevada), Ware (Massachusetts) y en Levant (Maine). Se graduó en la Escuela Superior de Hermon en Hermon, Maine, en 1987. Estudió en la Universidad de Massachusetts, pero no terminó; sin embargo, si bien le hizo lanzar un programa de boxeo para los jóvenes del centro de la ciudad.
En 1992, White estableció Dana White Entrerprises en Las Vegas. Dirigió las clases de aeróbic de tres gimnasios en el área de Las Vegas, y comenzó a dirigir a los combatientes de MMA Tito Ortiz y Chuck Liddell.

## Negocios

### Ultimate Fighting Championship (2001-presente)
Mientras trabajaba como gerente, White se enteró de que Semaphore Entertainment Group, la compañía matriz de la UFC, estaba buscando un comprador para la UFC. White contactó con su amigo de la infancia Lorenzo Fertitta, un ejecutivo de Station Casinos y ex-comisionado de la Comisión Atlética de Nevada. Un mes más tarde, Lorenzo y su hermano mayor, Frank, compraron la UFC con White instalado como su presidente. White poseía alrededor de un 9% de Zuffa, LLC, la entidad de los hermanos Fertitta creada para poseer y administrar la UFC.
En julio de 2016 se anunció que WME-IMG había comprado la UFC por $4.000 millones, manteniendo a White como presidente.

## Vida personal
White y su esposa tienen dos hijos y una hija. Él y su hermana fueron criados por su madre quien produjo su biografía: Dana White, el rey de MMA. Se considera ateo, pero ha afirmado que está "fascinado" por la religión. También es un gran apasionado de los Boston Red Sox después de haber crecido en Maine.
En mayo de 2012, White reveló que había sido diagnosticado con la enfermedad de Ménière. El UFC on Fuel TV: Korean Zombie vs. Poirier sería el primer evento que se perdería en 11 años quedándose en casa por orden de los médicos.

### Altercados con su mujer
Durante una fiesta de Nochevieja de 2022 en un club nocturno en Cabo San Lucas, México, White y su esposa Anne fueron filmados discutiendo y luego teniendo un altercado físico entre ellos, con Anne abofeteando a White y White dándole palmadas en la espalda. Ambos lo han admitido y se disculparon por sus acciones, atribuyéndolo a la gran cantidad de alcohol que habían consumido. El UFC no respondió ni abordó las acciones de White después del incidente.

## Premios
- Deportista del Año en Nevada (2009)[11]
- Premios de Wrestling Observer Newsletter
  - Promotor del Año (2005-2013; 2015-2016)[12][13][14]
- World MMA Awards
  - Hombre Principal del Año (2010-2015)
- Armed Forces Foundation
  - Premio Patriota[15]